# Clartan Associés
Clartan Associés hieß bis zum 27. Februar 2020 Rouvier Associés. Da der Namensgeber das Haus bereits 2017 verlassen hat, hat sich der Partnerkreis im Jahre 2019 entschieden,l einen Namenswechsel zu vollziehen. Clartan ist ein Akronym aus den Worten „Clarté - Art - l’an“ und integriert die attribute Transparenz über Jahre, was von den Eigentümern in der Kapitalanlage als wichtig erachtet wird. Die Eigentümerstruktur und Unabhängigkeit ist indes identisch geblieben.
Clartan Associés, kurz Clartan ist eine französische Kapitalanlagegesellschaft (Fondsgesellschaft) mit Stammsitz in Paris, Frankreich. Clartan ist spezialisiert auf fundamentales Aktien- und Rentenfondsmanagement für private und professionelle Investoren. Das Unternehmen beschäftigt 31 Mitarbeiter, davon tragen 12 Personen Verantwortung im Fondsmanagement. Administrative Arbeiten wie Fondspreisbewertung, Depotführung und Orderprocessing sind ausgelagert an Dienstleister (Banque de Luxembourg, EFA). Clartan Associés verwaltet Anlagegelder in Höhe von ca. 1.100 Millionen Euro (Stand 31. Dezember 2020).

## Geschichte
Das Unternehmen wurde 1986 von Guillaume Rouvier als Vermögensverwaltungsgesellschaft unter dem Namen Rouvier & Cie gegründet. Weitere Gründungsmitglieder in den Anfängen waren Marc de Roüalle (seit 1988) und Jean-Baptiste Chaumet (seit 1990). 1991 wurden die Fonds „Rouvier Valeurs“ (Schwerpunkt Globale Aktien) und „Rouvier Patrimoine“ (Schwerpunkt Renten) aufgelegt, die auch heute noch das Herzstück des Unternehmens darstellen und in Clartan Valeurs und Clartan Patrimoine umfirmiert wurden. 1999 erweiterte Rouvier sein Team um weitere Mitglieder für das Fondsmanagement, wie auch 2003 und 2006. Das Unternehmen wird von Rouvier & Cie in Rouvier Associés umbenannt. Die neuen Team-Mitglieder werden Partner (Associés) des Hauses. 2003 wird mit „Rouvier Europe“ (Schwerpunkt Europäische Aktien) ein weiterer Fonds aufgelegt. Seit 2012 gibt es mit Rouvier Evolution einen weiteren Ableger von Rouvier Valeurs, der ebenfalls einen Stock-Picking Ansatz verfolgt und entwas stärker Rentenpapiere einbezieht. Bis zur Jahrtausendwende Bestand der Kundenkreis fast ausschließlich aus privaten, französischen Investoren. Die relativ gesehen gute Entwicklung der Rouvier Fonds während der New-Economy Krise von 2000 bis 2003 und die daraus resultierende Nachfrage durch professionelle Anleger, führten in den Folgejahren zu einer strategischen Erweiterung und Öffnung des Hauses für die Zusammenarbeit mit unabhängigen Vermögensberatern, Vermögensverwaltern und Privatbanken in Frankreich. Heute verfügt Clartan Associés über ein Team von 12 Partnern und Fondsmanagern. Der überwiegende Teil der Fondsmanager ist zugleich Partner des Unternehmens.
Seit 2008 ist Rouvier Associés mit zwei Fondsprodukten in der Schweiz zum Vertrieb zugelassen. Seit Januar 2012 mit allen Fondsprodukten in Deutschland, Luxemburg und Belgien. Seit August 2014 ist Rouvier auch mit einer Niederlassung in schweizerischen Lausanne vertreten. Seit Anfang 2017 hat Clartan Associés zudem die Vertriebszulassung für drei seiner Fonds in Österreich erhalten. Im Jahre 2020 hat Clartan Associés die Prinzipien für verantwortungsvolles Investieren der UN unterzeichnet (PRI's) und sich eine eigene ESG-Charta verschrieben. In diesem Zuge wurde mit dem Clartan Ethos ESG Europe Small & Mid Cap Fonds ein weiterer Anlagefonds lanciert, der sich auf nachhaltig geführte Firmen im Segment der kleinen und mittleren Marktkapitalisierungen bewegt.

## Umfirmierung
2020 wurde Rouvier Associés umfirmiert: Clartan Associés ist der neue Firmenname.

## Aktivitäten in Deutschland
Clartan Associés unterhält ein Vertriebsbüro im Stadtteil Poppelsdorf in Bonn.
Der Vertriebsaufbau ist B2B orientiert und erfolgt über Kooperationen mit Privatbanken, Onlinebrokern, Fondsplattformen, Family Offices, Vermögensverwaltern und Finanzvertrieben.

## Aktivitäten in der Schweiz
Clartan Associés betreibt eine eigene Filiale in  Lausanne bei Genf und bedient von dort aus den gesamten Schweizer Markt.

## Produkte
Clartan Associés bietet in Deutschland fünf Fondsprodukte für private und institutionelle Investoren an und verfolgt seit seiner Gründung einen fundamentalen Investmentansatz bei der Auswahl von Aktien und Anleihen.
Bei der Auswahl werden führende, rentable, global tätige Unternehmen, die zum Zeitpunkt der Investition unterbewertet im Vergleich zu ihrem Börsenpreis erscheinen, aufgespürt.
Dabei greift Rouvier auf die gesamte Expertise seines 12-köpfigen Partner- und Fondsmanagement Teams zurück. Es wird ausschließlich in Unternehmen investiert die einen Zugang zur Geschäftsführung ermöglichen.
Das Investitionsuniversum umfasst ca. 270 bis 300 Qualitätsunternehmen weltweit. Seit 2020 kooperiert Clartan mit der Schweizer Ethos Foundation, die dem Unternehmen ein nachhaltiges Investmentuniversum für einen der Teilfonds von Clartan bereitstellt.